# Ermelo (gemeente)

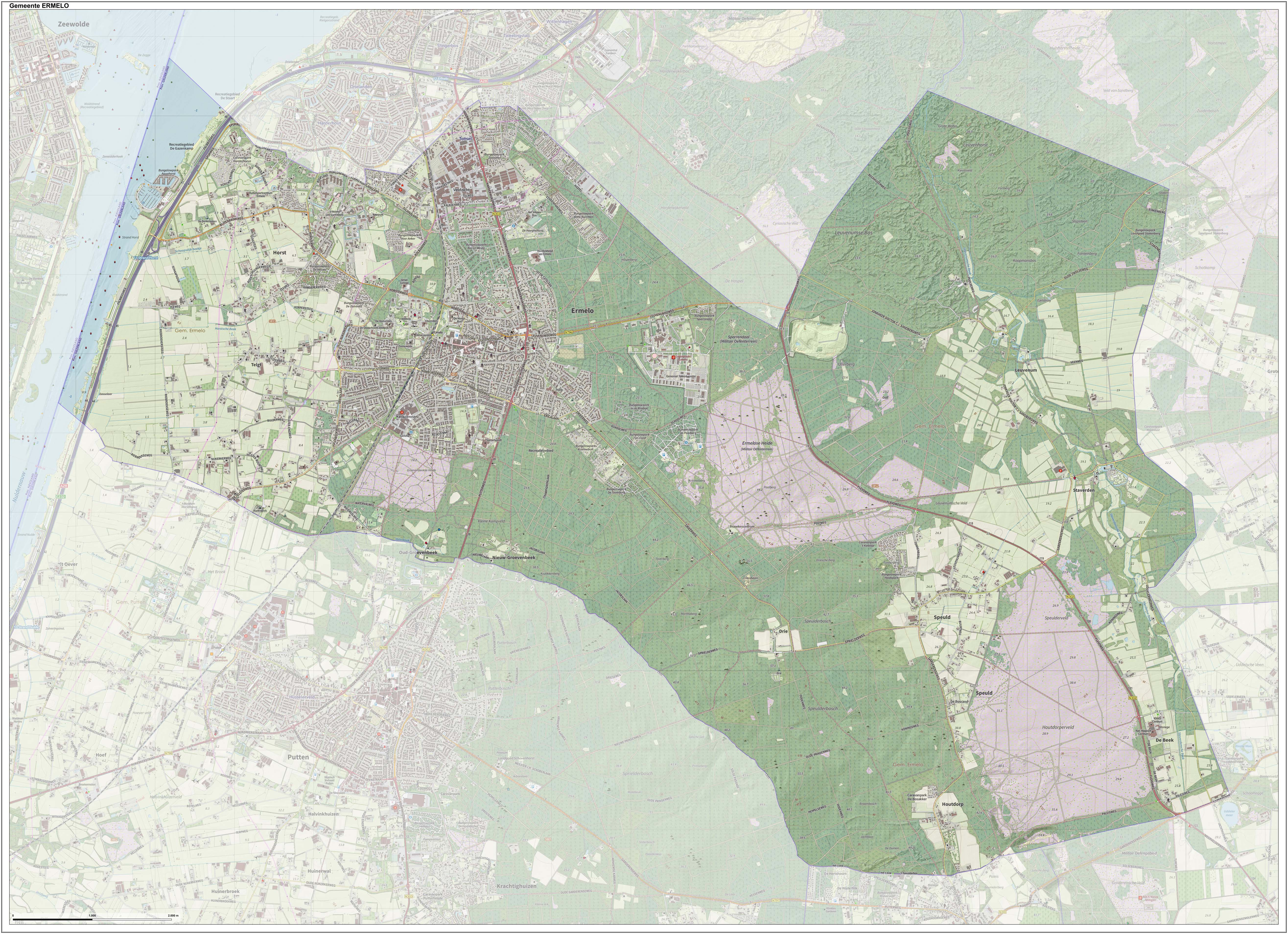
Topografische gemeentekaart van Ermelo, september 2022

Ermelo is een gemeente in de Nederlandse provincie Gelderland. De gemeente telt 27.856 inwoners (22 november 2024)
en heeft een oppervlakte van 87,38 km² (waarvan 1,72 km² water). Hoofdplaats is Ermelo. Het grondgebied van de gemeente Ermelo grenst aan het Nuldernauw en Wolderwijd. Voor de postadressen vallen alle buurtschappen binnen de gemeente Ermelo onder de woonplaats "Ermelo".

## Geschiedenis
Op 1 januari 1812 werd Nunspeet afgesplitst van Ermelo, maar dat duurde niet lang want op 1 januari 1818 werd Nunspeet weer bij Ermelo gevoegd. Op 1 januari 1972 werd Nunspeet opnieuw afgesplitst.

## Overige kernen
De Beek, Drie, Horst, Houtdorp, Leuvenum, Speuld, Staverden, Telgt en Tonsel.

## Cultuur en recreatie
Ermelo heeft sinds 2016 een dorpsdichter.  Ten zuidoosten van het dorp Ermelo ligt de Ermelosche Heide, een 343 ha groot terrein, dat grotendeels in gebruik is als natuurterrein en beschikbaar is voor dagrecreatie. Het terrein wordt doorkruist door fiets- wandel- en ruiterpaden. De heide wordt begraasd door een schaapskudde.

## Monumenten
Een deel van de gemeente is een beschermd dorpsgezicht. Verder zijn er in het dorp en de gemeente tientallen rijksmonumenten, gemeentelijke monumenten en een aantal oorlogsmonumenten:
- Lijst van rijksmonumenten in Ermelo (gemeente)
- Lijst van gemeentelijke monumenten in Ermelo
- Lijst van oorlogsmonumenten in Ermelo

## Politiek

### Gemeenteraad
De gemeenteraad van Ermelo bestaat uit 21 zetels. Hieronder de behaalde zetels per partij bij de gemeenteraadsverkiezingen sinds 1994:
| CDA                   | 6  | 6  | 7  | 7  | 5  | 7  | 6  | 5  |
| één-Ermelo            | -  | -  | -  | -  | -  | -  | -  | 5  |
| Progressief Ermelo    | 3  | 3  | 2  | 4  | 4  | 4  | 4  | 3  |
| ChristenUnie          | 4  | 4  | 4  | 3  | 3  | 3  | 4  | 3  |
| VVD                   | 3  | 3  | 3  | 3  | 3  | 2  | 2  | 2  |
| SGP                   | 1  | 1  | 1  | 1  | 2  | 2  | 2  | 2  |
| BurgerBelangen Ermelo |    |    |    |    |    | 3  | 3  | 1  |
| Gemeentebelang        | 3  | 3  | 3  | 2  | 2  |    |    |    |
| Dorpspartij Ermelo    |    |    |    | 1  | 2  |    |    |    |
| SP                    | 1  | 1  | 1  |    |    |    |    |    |
| Totaal                | 21 | 21 | 21 | 21 | 21 | 21 | 21 | 21 |

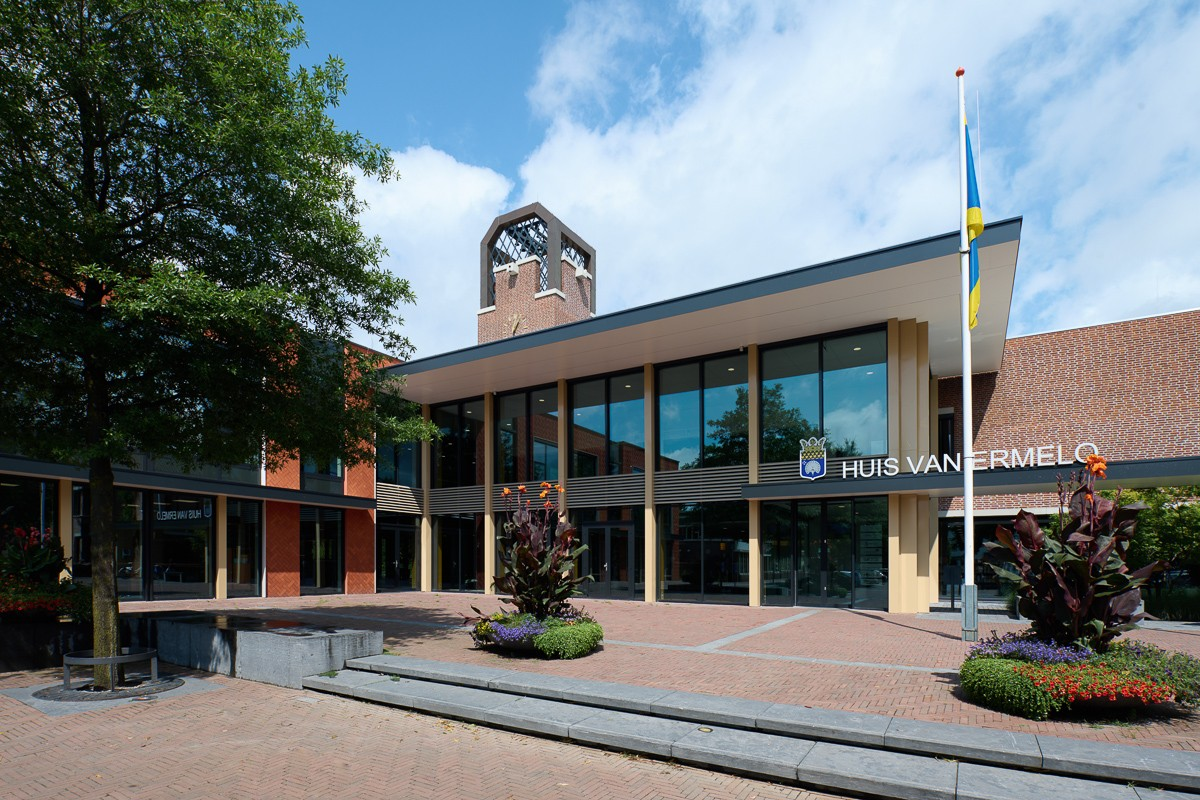
Huis van Ermelo (Gemeentehuis)

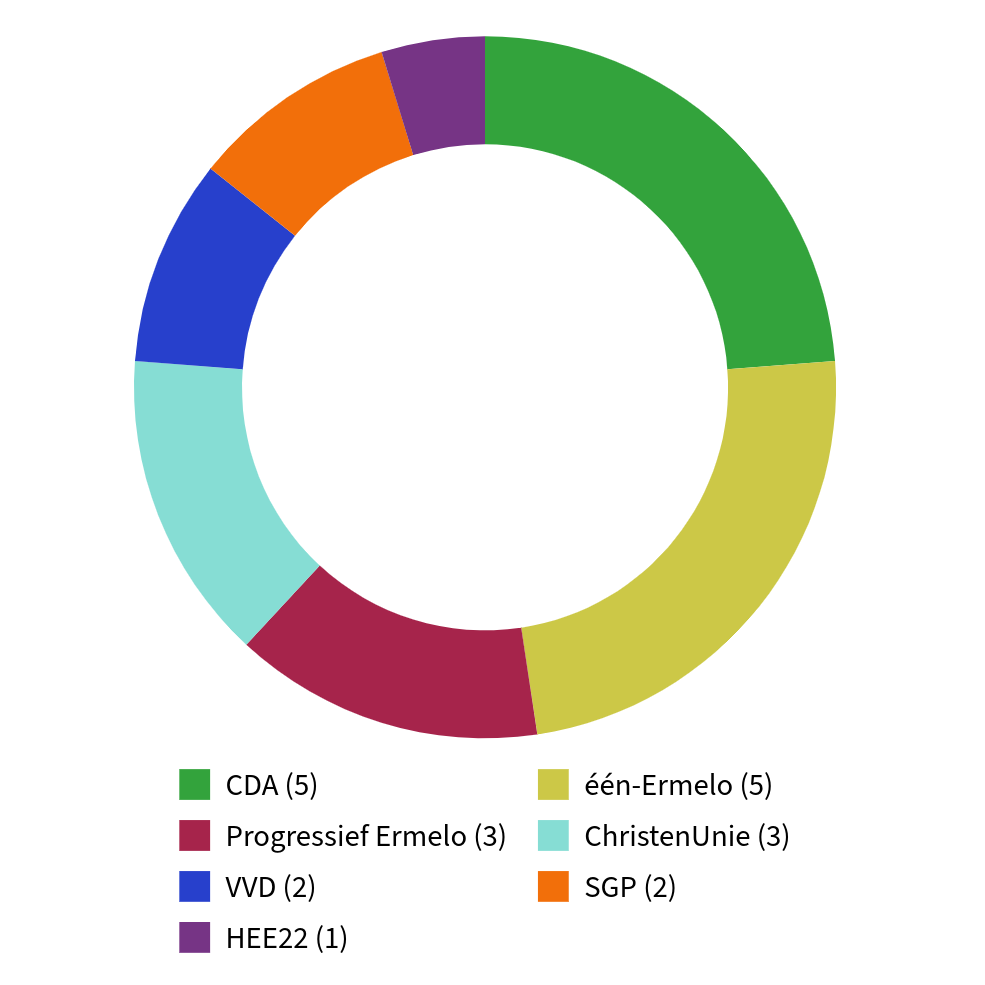
Zetelverdeling Gemeenteraad Ermelo (2022)

- De zetels van de coalitie worden vet aangegeven.
- De ChristenUnie werd in 1994 en 1998 vertegenwoordigd door haar voorgangers het GPV en de RPF.
- BurgerBelangen Ermelo is ontstaan uit een fusie van Gemeentebelang Ermelo en Dorpspartij Ermelo. In 2022 is de naam van de fractie veranderd naar Heerlijk Ermelo 22 (HEE22).[4]

### College van B en W
Het huidige college van burgemeester en wethouders bestaat uit:
- Burgemeester:
  - P.J.T. (Hans) van Daalen (CU)

- Wethouders:
  - S. (Sarath) Hamstra (CDA)
  - H.R. (Ronald) van Veen (CU)
  - A. (Arap-John) Tigchelaar (één-Ermelo)

- Gemeentesecretaris:
  - M. (Marcel) Jacobs

Het college van gemeente Ermelo kent als adviesorgaan de Ermelose Jongerenraad.

## Aangrenzende gemeenten
| Aangrenzende gemeenten | Aangrenzende gemeenten | Aangrenzende gemeenten | Aangrenzende gemeenten | Aangrenzende gemeenten |
| ---------------------- | ---------------------- | ---------------------- | ---------------------- | ---------------------- |
|                        |                        | Harderwijk             |                        | Nunspeet               |
|                        |                        |                        |                        |                        |
| Zeewolde (Fl)          |                        |                        |                        |                        |
|                        |                        |                        |                        |                        |
| Putten                 |                        | Barneveld              |                        | Apeldoorn              |